# Abominable (película)
Abominable (Un amigo Abominable en Hispanoamérica) es una película estadounidense-coreana de aventuras animada por computadora producida por DreamWorks Animation y Pearl Studio. Es dirigida por Jill Culton y Todd Wilderman, con William Davies como guionista, y la protagonizarán las voces de Chloe Bennet, Albert Tsai, Tenzing Norgay Trainor y Tsai Chin. Fue estrenada el 25 de septiembre de 2019.
La película se estrenó en el Festival Internacional de Cine de Toronto el 7 de septiembre de 2019 y fue lanzada por Universal Pictures en los Estados Unidos el 27 de septiembre, mientras que Pearl Studio distribuyó la película en China. La película recibió críticas generalmente positivas de los críticos y ha recaudado más de $181 millones en todo el mundo. En el Sudeste Asiático, Abominable ha generado controversia para una escena que involucra un mapa de la región con la Línea de los nueve puntos, una línea de demarcación impugnada utilizada por China para reclamar una porción del Mar del Sur de China. Debido a esto, la película ha sido prohibida en varios países involucrados en disputas territoriales con China sobre el Mar del Sur de China, a saber, Filipinas, Vietnam y Malasia.

## Argumento
Un joven Yeti escapa de un complejo en Shanghái propiedad del rico empresario Burnish (Eddie Izzard), que tiene la intención de usarlo para demostrar la existencia de yetis en el mundo. Mientras tanto, la adolescente Yi (Chloe Bennet) vive con su madre (Michelle Wong) y su abuela Nai Nai (Tsai Chin) en un edificio de apartamentos. Ella vive una vida ocupada y no pasa tiempo con su familia y sus amigos, el fanático del baloncesto Peng (Albert Tsai) y su primo popular y experto en tecnología Jin (Tenzing Norgay Trainor). Yi también es una violinista que extraña a su difunto padre, quien también era violinista.
Una tarde, Yi se encuentra con el Yeti cerca de su casa de cubículos en el techo de su edificio de apartamentos de Shanghái, al que llama "Everest". Mientras lo esconde de los helicópteros de Burnish Industries, Yi se gana su confianza alimentándolo con Baozi y tratando sus heridas. Yi se entera de que Everest quiere reunirse con su familia en el Monte Everest, mientras que Everest se entera del deseo de Yi de viajar por China. Cuando las fuerzas de seguridad privada de Burnish Industries se acercan al escondite de Everest, Everest huye con Yi. Después de escapar por poco de un helicóptero Burnish en la Torre Perla Oriental, Yi y Everest huyen en un barco que transportaba latas de cola rojas, seguidos por Peng y un renuente Jin.
Yi, Everest y los niños llegan a un puerto en el sur de China y viajan en un camión. Después de que su caja se cae del camión, terminan en un bosque. Allí, Everest asombra a los humanos con sus poderes místicos de estimular el crecimiento entre las plantas de arándanos. Mientras tanto, Burnish y la zoóloga Dra. Zara (Sarah Paulson) continúan la búsqueda del Everest. Siguiendo el rastro de Everest y sus amigos humanos, los alcanzan en la región de Sichuan, pero Everest usa su poder para hacer que una planta crezca a un tamaño gigantesco. Mientras Yi, Everest y Peng logran escapar en el lanzamiento de viento, Jin es dejado atrás y capturado por Goon Leader (Richard Dietl) de Burnish Industries.
A pesar del amor externo de la Dra. Zara por los animales, Jin se entera de que está planeando cazar al yeti para venderlo. También se entera de que el Sr. Burnish, aparentemente despiadado, tiene una debilidad por los animales, incluido el jerbo mascota de la Dra. Zara. Mientras tanto, Yi, Everest y Peng llegan al Desierto de Gobi, donde se hacen amigos de varias tortugas, que agradecen su disparo gigante. Más tarde, viajan a una ciudad a orillas del Río Amarillo, donde Burnish Industries los acorrala. Peng los ayuda a escapar desatando una estampida de yak. Con la ayuda de Jin, escapan a través del río Amarillo hacia un campo de flores amarillas, que Everest hace florecer a tamaños gigantes.
Continuando su viaje, los humanos y Everest finalmente llegan al Himalaya. Mientras cruzan un puente, quedan atrapados a ambos lados por las fuerzas de Burnish Industries. Sin embargo, el Sr. Burnish experimenta un cambio de opinión después de ver Everest protegiendo a los niños, lo que le hace experimentar un recuerdo de su primer encuentro con el yeti que estaba protegiendo a sus crías. Todavía buscando vender a Everest, la Dra. Zara inyecta al Sr. Burnish un tranquilizante antes de tranquilizarlo también. Cuando Yi intenta proteger a Everest, la Dra. Zara la arroja por el puente. Burnish Industries luego sale de la montaña con el cautivo Everest, Peng y Jin a cuestas.
Sin embargo, Yi logra aferrarse a una cuerda. Luego usa su violín, que Everest ha reparado mágicamente, para invocar hielo que revitaliza a Everest, quien se libera de su jaula. La Dra. Zara intenta matar a Everest por ira, pero el intento resulta en la propia desaparición del cazador furtivo junto con el Líder Goon en una avalancha autoactivada. Para proteger el Everest y los yetis de la humanidad, Burnish acepta ayudar a Yi, Peng y Jin a mantener su existencia en secreto. Yi, Peng, Jin y Everest continúan el viaje hacia el Monte Everest donde se reúnen con su familia.
Al regresar a Shanghái con la ayuda del Sr. Burnish, Yi pasa más tiempo con su madre, su abuela, Peng y Jin.

## Reparto
| Personaje                | Actor de voz original  | Actor de doblaje                      |
| ------------------------ | ---------------------- | ------------------------------------- |
| Yi                       | Chloe Bennet           | Ana Karen "Karen Polinesia" Velazquez |
| Jin                      | Tenzing Norgay Trainor | Memo Aponte                           |
| Peng                     | Albert Tsai            | Oliver Díaz                           |
| Burnish                  | Eddie Izzard           | Arturo Mercado                        |
| Dra. Zara                | Sarah Paulson          | Verónica Toussaint                    |
| Nai Nai                  | Tsan Chin              | Diana Santos                          |
| Mei                      | Michelle Wong          | Cristina Hernández                    |
| Insertos (Blu-ray y DVD) | N/D                    | Jorge Badillo                         |

## Producción
Abominable ha estado en desarrollo en DreamWorks Animation desde 2010. Durante algún tiempo, Jill Culton estuvo escribiendo y dirigiendo la película, originalmente titulada Everest, que trataba sobre una niña y un Yeti, pero para 2016, ella había dejado el proyecto. Posteriormente fue reemplazada por Tim Johnson y Todd Wilderman.
En diciembre de 2016, DreamWorks anunció que la película se estrenaría el 27 de septiembre de 2019, y que sería coproducida por Oriental DreamWorks (ahora Pearl Studio). El 2 de febrero de 2018, se anunció que Culton había regresado como director, en reemplazo de Johnson. El 20 de marzo de 2018, se anunció que Chloe Bennet fue elegida para el papel principal de Yi. El 18 de mayo de 2018, DreamWorks y Pearl Studio anunciaron que la película había sido retitulada de Everest a Abominable. En junio de 2018, Albert Tsai, Tenzing Norgay Trainor y Tsai Chin completaron el reparto de voces.

### Música
La música de la película fue compuesta por Rupert Gregson-Williams, quien había colaborado previamente con el estudio en Vecinos invasores y Bee Movie. También aparece en la banda sonora una canción original titulada "Beautiful Life" cantada por el músico estadounidense Bebe Rexha. La banda sonora fue lanzada digitalmente el 13 de septiembre de 2019 por Back Lot Music.

## Estreno
Abominable tuvo su estreno mundial en el Festival Internacional de Cine de Toronto el 7 de septiembre de 2019. La película fue lanzada el 27 de septiembre de 2019 en los Estados Unidos y el 11 de octubre en el Reino Unido por Universal Pictures. Universal también maneja la distribución mundial junto con varios socios regionales, excepto en China, donde la película fue distribuida únicamente por el coproductor Pearl Studio, quien (bajo su antiguo nombre de Oriental DreamWorks) había distribuido todas las películas de DreamWorks Animation en el país desde que comenzó la asociación.

### Marketing
El primer avance oficial se mostró antes de Dumbo el 29 de marzo de 2019. El segundo avance oficial se lanzó el 23 de mayo de 2019 y fue el primero en subirse en línea.

### Versión Casera
Abominable fue lanzado en formato digital y Movies Anywhere por Universal Pictures Home Entertainment el 3 de diciembre de 2019, con Blu-ray, 4K Ultra HD y lanzamientos de DVD a partir del 17 de diciembre. Todos los estrenos incluyeron el cortometraje Marooned, que se proyectó previamente en el Festival Internacional de Cine de Animación de Annecy 2019 y como parte de una promoción cruzada entre DreamWorks Animation y AMC Theatres. La versión 4K Ultra HD también utiliza HDR10 +, lo que la convierte en la segunda película animada de Universal en usar el formato después de The Secret Life of Pets 2 y su sexta película en general.

## Recepción

### Taquilla
Abominable ha recaudado $60.7 millones en los Estados Unidos y Canadá, y $120.7 millones en otros territorios, para un total mundial de $181.4 millones, contra un presupuesto de producción de $75 millones.
En los Estados Unidos y Canadá, se proyectó que la película recaudaría entre 17 y 20 millones de dólares de los 4200 cines en su primer fin de semana. La película ganó $5.7 millones en su primer día, incluidos $650,000 de los avances de la noche del jueves. Luego debutó con $20.9 millones, terminando primero en la taquilla y marcando la mejor apertura para una película animada original de 2019. La película ganó $12 millones en su segundo fin de semana, terminando segundo detrás del recién llegado Joker.

### Crítica
Rotten Tomatoes informó que el 80% de los críticos le han dado a la película una crítica positiva basada en 153 reseñas, con una calificación promedio de 6.68/10. El consenso de críticos del sitio web dice: "Al trabajar con ingredientes reconocidamente familiares, Abominable ofrece al público una aventura bellamente animada y atractiva en general que toda la familia puede disfrutar". En Metacritic, la película tiene un puntaje promedio ponderado de 61 de 100 basado en 28 críticas, que indican "revisiones generalmente favorables". El público encuestado por CinemaScore le dio a la película una calificación promedio de "A" en una escala de A + a F, mientras que aquellos en PostTrak le dieron un promedio de 4 de 5 estrellas.
Brian Tallerico de RogerEbert.com le dio a Abominable dos de cuatro estrellas, opinando que "carecía de la personalidad para distinguirlo de las películas animadas superiores que cubren la mayor parte del mismo terreno". De manera similar, Peter Travers de Rolling Stone le dio a la película 2.5 de cinco estrellas, comparándola con Cómo entrenar a tu dragón. Mientras elogiaba la música de violín de Yi y las escenas animadas con serpientes víricas y las maravillas visuales del Everest, pensó que Abominable no se distinguía en un mercado abarrotado. Glenn Kenny de The New York Times elogió la película por su historia "excepcionalmente amigable y amable" y sus efectos visuales animados.
Clarissa Loughrey de The Independent le dio a Abominable tres de cinco estrellas, describiendo la película como "ocasionalmente original, pero no lo suficientemente atrevida". También elogió a la directora Jill Culton por escribir a Yi como una protagonista femenina auténtica y a la vez evitando obligarla a demostrar su valía y sus romances con cuernos de zapatos. Nick Nick De Semiyen de la revista Empire le otorgó a Abominable tres de cinco estrellas. Elogió la película por su primer director de cine de animación femenino, Culton, el personaje principal femenino Yi, y por abrazar su entorno chino, incluida la abuela de Yi, Nai Nai. Sin embargo, observó que la película no aportó nada nuevo al género de la animación, pero lo elogió por incorporar una referencia a Indiana Jones y la última cruzada.
Peter Bradshaw de The Guardian le dio a Abominable dos de cinco estrellas, considerando al yeti como un personaje soso y observando las similitudes de la película con Cómo entrenar a tu dragón y E.T., el extraterrestre. Por el contrario, Simran Hans de The Observer le dio a la película una crítica más favorable, otorgándole tres de cinco estrellas. Elogió la película por sus efectos de animación de los poderes mágicos del yeti y también comparó la película con Cómo entrenar a tu dragón, película también de DreamWorks.